# سیارک ۱۱۶۵۲
سیارک ۱۱۶۵۲ (به انگلیسی: 11652 Johnbrownlee، نامگذاری:1997CK13) یازده هزار و ششصد و پنجاه و دومین سیارک کشف شده‌است که در ۷ فوریه ۱۹۹۷ کشف شد.
قدر مطلق سیارک برابر ۴۰٫۷ است.